# Andreas Brandhorst
Andreas Brandhorst (* 26. Mai 1956 in Sielhorst, Rahden) ist ein deutscher Schriftsteller, der auch als Übersetzer tätig gewesen ist und unter anderem die meisten Scheibenwelt-Romane von Terry Pratchett ins Deutsche übertragen hat.

## Leben
1984 wanderte er nach Italien aus, wo er verheiratet mit einer Italienerin in der Nähe von Venedig lebte. Nach der Scheidung kehrte er 2013 nach Deutschland zurück. Er lebt seit Oktober 2022 in Haselünne im Emsland.
Sein Werk als Autor lässt sich in zwei Phasen einteilen. Während der ersten Phase von 1975 (Verkauf des ersten Romans, erschienen als Die Unterirdischen im Zauberkreis Verlag) bis 1988 schrieb Andreas Brandhorst hauptsächlich Heftromane. In dieser Zeit gehörte er dem Autorenteam der Terranauten-Serie an. Es entstanden auch der gemeinsam mit Horst Pukallus verfasste Roman In den Städten, in den Tempeln, die Akasha-Trilogie (ebenfalls mit Horst Pukallus) und die Feuerstraßen-Trilogie.
Es folgte eine etwa 15 Jahre lange Pause als Autor, in der Andreas Brandhorst vor allem übersetzte. Seine zweite Phase als Autor begann 2003 mit der Arbeit an Diamant, dem ersten Kantaki-Roman, der 2004 erschien. Seine sechs Romane um die außerirdischen Kantaki (bekannt als Diamant-Trilogie und Graken-Trilogie) verschafften ihm den Durchbruch und seither sind breit angelegte Zukunftsvisionen, oft gepaart mit einem Thrillerplot, zu seinem Markenzeichen geworden. Die Reihe Das Erwachen, Die Eskalation und Mars Discovery beschäftigt sich mit dem Thema künstliche Intelligenz (in den Romanen als Maschinenintelligenz bezeichnet).
Die Planktonfischer wurde 1983 als beste Kurzgeschichte mit dem Kurd-Laßwitz-Preis ausgezeichnet. Ebenfalls den Kurd-Laßwitz-Preis erhielten seine Romane Das Schiff 2016 und Omni 2017. Für seine Romane Das Artefakt und Das Schiff erhielt er 2013 und 2016 den Deutschen Science-Fiction-Preis. Hinzu kommen zahlreiche Nominierungen für verschiedene Preise der fantastischen Literatur.
Bis November 2023 moderierte Brandhorst zusammen mit der Politikwissenschaftlerin Isabella Hermann den wöchentlichen SF-Podcast Das war morgen im Südwestrundfunk, in dem ausgewählte SF-Hörspiele der 60er bis 90er Jahre wiederholt werden.

## Werke (Auswahl)

### Akasha-Trilogie
(mit Horst Pukallus)
1. Die Renegatin von Akasha, 1986, ISBN 3-548-31130-X
2. Der Attentäter, 1986, ISBN 3-548-31131-8
3. Das Exil der Messianer, 1986, ISBN 3-548-31135-0

### Im-Zeichen-der-Feuerstraße-Trilogie
1. Dürre, 1988, ISBN 3-404-22108-7
2. Flut, 1988, ISBN 3-404-22109-5
3. Eis, 1988, ISBN 3-404-22110-9

### Kantaki-Serie

#### Diamant-Trilogie
1. Diamant, 2004, ISBN 3-453-87901-5
2. Der Metamorph, 2004, ISBN 3-453-52009-2
3. Der Zeitkrieg, 2005, ISBN 3-453-52102-1

#### Graken-Trilogie
1. Feuervögel, 2006, ISBN 3-453-52206-0
2. Feuerstürme, 2007, ISBN 3-453-52236-2
3. Feuerträume, 2008, ISBN 3-453-52299-0

### Omniversum
- Omni  (2016), Piper Verlag, München, ISBN 978-3-492-70359-8.
- Das Arkonadia-Rätsel (2017), Piper Verlag, München, ISBN 978-3-492-70426-7.

### Maschinenintelligenz-Trilogie
1. Das Erwachen, 2017, ISBN 978-3-492-06080-6
2. Die Eskalation, 2020, ISBN 978-3-492-06185-8
3. Mars Discovery, 2021, ISBN 978-3-492-70513-4

### Die Terranauten
als Andreas Weiler, siehe Die Terranauten

### Perry Rhodan
- Exodus der Generationen (Lemuria, Band 3), Heyne Taschenbücher (2004)
- Die Trümmersphäre (PAN-TAU-RHA, Band 2), Heyne Taschenbücher (2006)
- Wiege der Menschheit (Perry-Rhodan-Heftroman Nr. 3005),  Pabel-Moewig (2019)

### Weitere Romane
- Die Unterirdischen (1978)
- Die Reservewelt (1979)
- Der Netzparasit, (1983)
- Schatten des Ichs (1983)
- Die Sirenen von Kalypso (1983, als Andreas Werning)
- In den Städten, in den Tempeln (1984, mit Horst Pukallus)
- Mondsturmzeit (1984)
- Verschwörung auf Gilgam (1984)
- Das eherne Schwert (1985, Das-Schwarze-Auge-Roman)
- Planet der wandernden Berge (1985)
- Die Macht der Träume (1991)
- Äon (2009), ISBN 978-3-453-53385-1.
- Kinder der Ewigkeit (2010), ISBN 978-3-453-52610-5.
- Die Stadt (2011), ISBN 978-3-453-52764-5.
- Das Artefakt (2012), ISBN 978-3-453-52865-9.
- Seelenfänger (2012), ISBN 978-3-453-52970-0.
- Der letzte Regent (2013), ISBN 978-3-453-52971-7.
- Das Kosmotop (2014), ISBN 978-3-453-31544-0.
- Ikarus (2015), ISBN 978-3-453-31545-7.
- Das Schiff (2015), ISBN 978-3-492-70358-1.
- Die Tiefe der Zeit (2018), Piper Verlag, München, ISBN 978-3-492-70427-4.
- Ewiges Leben (2018), Piper Verlag, München, ISBN 978-3-492-06133-9.
- Eklipse (2019), Piper Verlag, München, ISBN 978-3-492-70511-0.
- Das Flüstern (2019), Piper Verlag, München, ISBN 978-3-492-06101-8.
- Das Netz der Sterne (2019), Piper Verlag, München, ISBN 978-3-492-70512-7.
- Das Bitcoin-Komplott (2022), Fischer, Frankfurt, ISBN 978-3-596-70719-5.
- Oxygen – Welt ohne Sauerstoff (2023), Fischer, Frankfurt, ISBN 978-3-596-70743-0.
- Splitter der Zeit (2023), Fischer, Frankfurt, ISBN 978-3-596-70574-0.
- Zeta. (2024), Heyne, München, ISBN 978-3-453-32291-2.
- Infinitia. (2024), Piper Verlag, München, ISBN  978-3-492-70679-7.
- Der Riss. (2024), Heyne, München, ISBN 978-3-453-27482-2.
- Origin: Die Entdeckung. (2025), Heyne, München, ISBN 978-3-453-32383-4.

### Übersetzungen (Auswahl)
- Kevin O’Donnell Jr.: Die Reisen des McGill Feighan – Journey of McGill Feighan
  - 1. Band: Retzglaran (1985), ISBN 978-3-426-05813-8
  - 2. Band: Wasserwelt (1985)
  - 3. Band: Pflanzenmönch (1986), ISBN 978-3-426-05831-2
- Kevin J. Anderson: Saga der Sieben Sonnen, ab 2003
- Iain M. Banks: Die Sphären (2008), ISBN 978-3-453-52500-9
- Karen Chance: Hinreißend untot (2009), ISBN 978-3-492-29185-9
- Victor Gischler: Die Go-Go-Girls der Apokalypse (2010), ISBN 978-3-492-29194-1
- Andy McNab: Schattenkiller (2011), ISBN 978-3-442-36385-8
- Iain M. Banks: Krieg der Seelen (2012), ISBN 978-3-453-52871-0